# Belize Zoo
Koordinaten: 17° 21′ 13″ N, 88° 32′ 59″ W
Der Belize Zoo (voller Name: Belize Zoo and Tropical Education Center) befindet sich auf halbem Weg zwischen Belize City und Belmopan und ist der größte Zoo im mittelamerikanischen Belize.
Der Zoo wurde im Jahr 1983 gegründet und hatte ursprünglich den Zweck, eingefangenen Wildtieren nach Abschluss einer Serie von Dokumentarfilmen ein Refugium zu bieten. Die US-amerikanische Biologin Sharon Matola begleitete das Team und kümmerte sich um die Tiere, darunter ein Ozelot, ein Puma, ein Jaguar und mehrere exotische Vögel. Nach den Dreharbeiten gründete Matola einen provisorischen Zoo für die Tiere, da sie nicht wieder in die Wildnis entlassen werden konnten. In den Folgejahren erkannte man die Notwendigkeit, der einheimischen Bevölkerung die Tierwelt ihres Landes näherzubringen. Bis heute beherbergt der Belize Zoo nur dort einheimische Tierarten.
Im Jahr 1991 wurde der Zoo an seinen heutigen Standort am George Price Highway verlegt.
Der Zoo ist ca. zwölf Hektar groß und es können rund 125 verschiedene Tierarten aus der Region besichtigt werden. An den Zoo angeschlossen ist eine 30 Hektar große Jungle Lodge in der man über Stege und Naturpfade durch die Savannenlandschaft wandern kann.
Gemeinsam mit ausländischen Organisationen werden vom Belize Zoo in verschiedenen Regionen Mittelamerikas Auswilderungen von bedrohten Tieren vorgenommen.
|  |  |  |